# Бон-В'яжен (район Ресіфі)
Бон-В'яжен (порт. Boa Viagem) — район міста Ресіфі, штат Пернамбуку, Бразилія, розташований у багатій південній частині міста. В районі розташований найпопулярніший пляж міста довжиною близько 8 км, найдовша безперервна урбанізована ділянка пляжу в країні. Температура води в океані увесь рік близько 25 °C, пляж захищений від хвиль прибережним кораловим рифом.
Район населений вищими верствами середнього класу міста, він характеризується дуже високим ІРЛП — 0,974, більше за середнє значення для будь-якої країни світу. Тут розташовані всі найкращі готелі міста, велика кількість відкритих кафе, ресторанів, нічних клубів, район є центром культурного життя міста. Кожного вечора пляж підсвічується, привертаючи багато туристів та місцевих відпочивальників, особливо молодь.
| Бразилія | Це незавершена стаття з географії Бразилії. Ви можете допомогти проєкту, виправивши або дописавши її. |